# 蘇米特羅·佐約哈迪庫蘇莫
蘇米特羅·佐約哈迪庫蘇莫（1917年5月29日—2001年3月9日），印度尼西亞政治人物，經濟學家，蘇卡諾、蘇哈托時期的內閣部長，獲學者評為該時期最具影響力的印尼經濟學家。他於1950年至1978年期間斷續參與五屆內閣，出任工業和貿易部長、財政部長、研究部長等公職，此外還擔任過印度尼西亞大學和安達拉斯大學的經濟學院院長。
蘇米特羅出身自爪哇貴族，於1935年前往荷蘭鹿特丹荷蘭經濟學院修讀經濟學。第二次世界大戰爆發後，他繼續留在荷蘭，並於1943年成為首位印尼裔經濟學博士。二戰結束後他返回印尼，隨即奉派美國，觀察聯合國會議，並負責為印尼籌集資金，以及引起國際社會對印尼抗荷獨立戰爭的關注。1949年底，他代表印尼參與海牙圓桌會議，會後荷蘭向印尼政府移交主權，他則以印尼社會黨黨員的身份在納席爾內閣擔任工業和貿易部長，並在韦洛坡和布尔汉丁·哈拉哈普内阁擔任財政部長。他於1950年代擔任部長期間頒布了帶有保護主義性質的堡垒计划，通過限制印尼華人的工商業活動來扶助土著經濟，又制訂經濟計劃，促進國家工業化。同時他還主張引入外國投資，但這個提議與民族主義者的觀點相左，不受民眾支持，而且還令他受到印度尼西亞共產黨的攻擊。
1950年代末，蘇米特羅因為政見不獲接納和涉嫌貪污而逃出雅加達，之後他在外國聯繫上了西方的情報人員，同時參加印度尼西亞共和國革命政府，為該運動籌募經費和爭取國際支持，他本人也被視為起事領袖之一。起事失敗後，他繼續留在國外，極力批評蘇卡諾。1966年蘇卡諾下台，蘇哈托建立新秩序體制後，蘇米特羅於翌年應邀返回印尼，並獲委任為貿易部長。回任貿易部長後，蘇米特羅以鼓勵進口資本品、限制原材料出口等措施來推動印尼工業化，又開始和自己在印度尼西亞大學的許多舊學生一起以政府高層的身分規劃印尼的經濟政策。
1973年，蘇米特羅因為和蘇哈托在政策上意見不合而調任研究部長，至1978年完全離開政府，之後他繼續以經濟學家的身分工作，並維持一定的影響力。另一方面，在整個新秩序時期，他一直利用自己在政界和外國的人脈，壯大自己的私人業務。晚年的他仍然關心印尼的政治、經濟議題，不過認為政府對經濟的管控措施過緊，需要加以放寬。他的後人在印尼政壇的影響力頗大，其中長子普拉博沃·蘇比延多是前國民軍將領和蘇哈托的前女婿，並於2024年當選印尼總統。

## 早年生涯

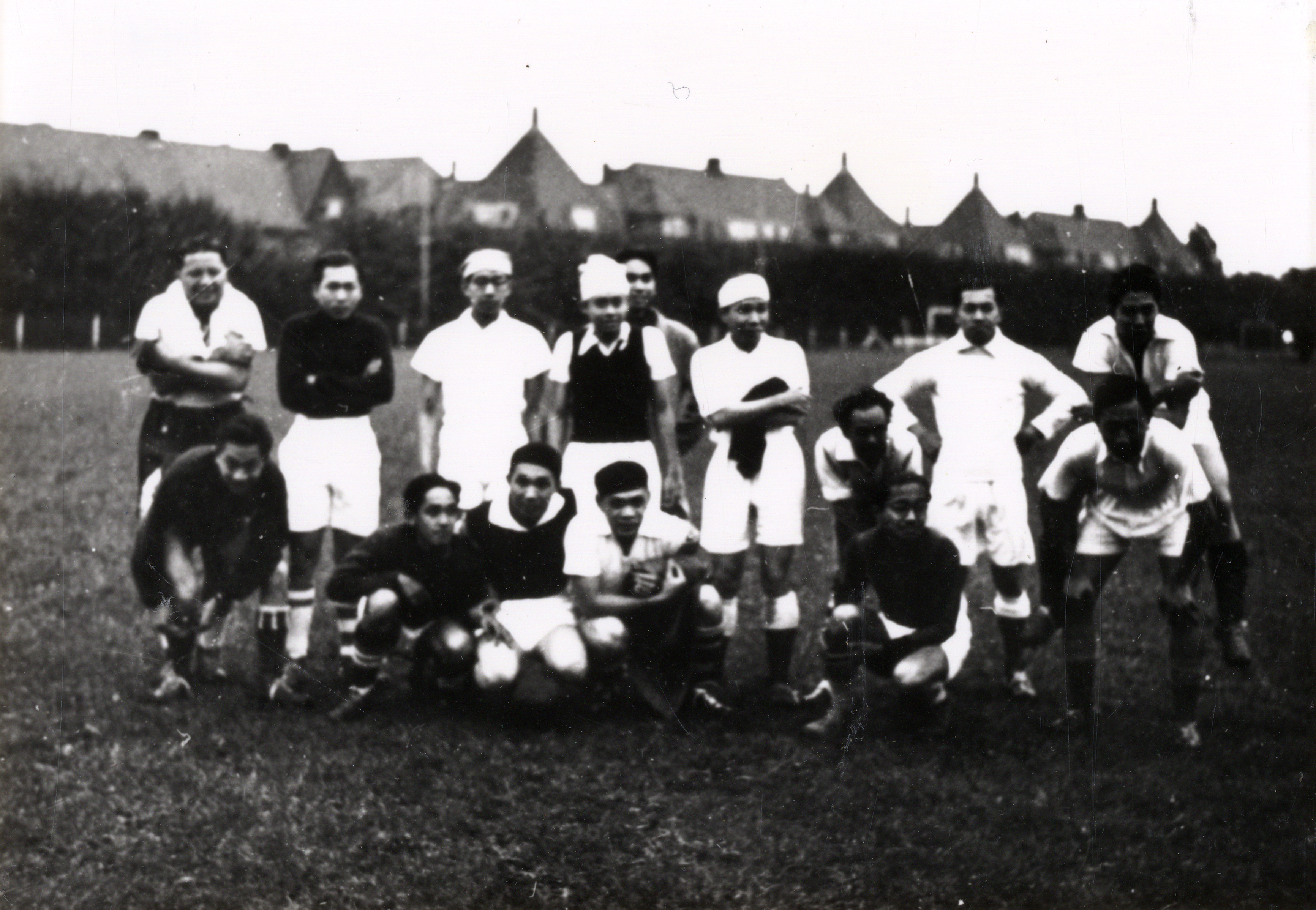
1939年蘇米特羅（後排左三）與印尼裔學生足球隊隊友合照

蘇米特羅於1917年5月29日在荷屬東印度加布棉縣出生，出身自地位較低的爪哇貴族家庭，是家中的長子，父親馬戈諾·佐約哈迪庫蘇莫是荷屬東印度政府的高級公務員，後來是印尼國家銀行的創辦人，母親名為西蒂·卡圖米·威羅迪哈佐（Siti Katoemi Wirodihardjo）。他早年曾先後就讀於歐洲人小學和萬由馬士的土著官吏訓練學校。
1935年從國民中學畢業後，蘇米特羅前往荷蘭鹿特丹荷蘭經濟學院深造，至1937年考獲學士學位，隨後他在法國巴黎索邦大學修讀了為期一年的哲學及歷史課程。他曾在自傳中提到，他本來希望加入國際縱隊，參加西班牙內戰，並曾在加泰羅尼亞一所訓練營短暫受訓，但因為年紀太小而被拒絕。據他在1986年憶述，被拒參戰後，他轉而為西班牙共和派籌款。他留學期間還加入了一個旨在推廣印尼藝術文化的印尼裔學生組織。
1940年5月，他在鹿特丹完成博士論文之際，納粹德軍入侵荷蘭並轟炸鹿特丹，納粹德國空軍投下的一枚炸彈炸毀了他房間的一面牆，幾乎奪去他的性命，不過他倖存下來，並於1943年完成博士論文《大蕭條時期的人民信託局》，成為首位獲得經濟學博士學位的印尼人。畢業後，由於戰爭的緣故，他無法返回印尼，所以他繼續留在荷蘭，研究印尼經濟，並在二戰歐洲戰場後期援助滯留鹿特丹的印尼船員。而當學生組織印度尼西亞協會分發反納粹單張，參與荷蘭抵抗運動時，蘇米特羅卻沒有參與其中——早在二戰之前，他就以該協會接納阿卜杜爾·馬吉德·佐約阿迪寧拉特等共產主義者為由，拒絕加入該組織。

## 獨立戰爭時期

### 戰爭初期
二戰結束後，蘇卡諾和穆罕默德·哈達於1945年8月17日宣布印尼獨立。之後蘇米特羅曾一度擔任荷蘭外相埃爾科·范·克萊芬斯的助理，並以此身份加入荷蘭代表團，出席1946年1月在倫敦舉行的第一次聯合國安全理事會會議。英國政府報告指出，荷蘭讓蘇米特羅加入聯合國代表團，是為了向外界留下好印象，但他很快就因為失望而返回印尼。印尼《獨立之聲報》（Soeara Merdeka）則表示，蘇米特羅參加安理會會議是為了向印尼政府報告與印尼相關的國際事務，與荷蘭人重返印尼的計劃沒有關係。烏克蘭、蘇聯和埃及在該次會議上草擬了一項決議草案，支持印尼參加聯合國活動，但結果被否決，蘇米特羅認為這是因為印尼代表並沒有出席會議。他於1946年3月返回爪哇，並向其他印尼民族主義者講述他參加安理會會議的經驗，讓他們了解安理會的開會流程。
蘇卡諾宣布印尼脫離荷蘭獨立後，成立了新的印度尼西亞共和國政府，並擔任共和國總統。蘇米特羅回國後也加入共和國政府，他首先擔任總理蘇丹·夏赫里爾的助理，然後轉到財政部工作。這時荷軍已經重返印尼，並成立荷屬東印度民政機構，但起初他們只守住了數座沿岸城市。1946年6月底，反政府部隊由於不滿夏赫里爾政府對荷蘭立場軟弱，而在印尼共和國軍第三師師長蘇達索諾少將（Sudarsono）的准許下發動政變，在梭羅綁架夏赫里爾、蘇米特羅等一行人，掀起了一場政治衝突。最終政變因為蘇達索諾於7月3日被捕而宣告失敗，蘇米特羅等人則在日惹獲釋。
1946年稍後，蘇米特羅獲委任為印尼駐聯合國觀察員代表團副團長兼經濟公使，並以非正式身份為印尼籌措資金，至1950年卸任。獨立戰爭期間，荷蘭對共和國控制區實施海上封鎖，禁止商船向這些地區運送物資，以及從這些地區運出農產品；夏赫里爾則委託蘇米特羅設法突破封鎖。代表團團員認為，如果讓一艘萬噸輪裝載着共和國急需的原材料開往共和國控制區，不僅能證明印尼政府營運港口的能力，還能在荷蘭扣押船隻的時候引發輿論關注。因此，蘇米特羅於1947年安排一艘美國貨船馬丁·貝爾曼號前往共和國控制的井里汶港口裝載貨物，結果荷蘭海軍陸戰隊一如預料，扣押了馬丁·貝爾曼號。這次事件引起了全國海員工會的憤慨，美國國會也曾考慮就此舉行聽證會。蘇米特羅回憶說，夏赫里爾事後說過：「我們雖然損失了價值300萬美元的貨物，但這次行動所引發的公眾關注卻是無價的。」。出使美國期間，蘇米特羅還與美國商人馬修·福克斯（Matthew Fox）簽署了一項為期十年的合約，成立印度尼西亞-美國公司，專責兩國之間部分大宗商品的貿易。

### 外交談判

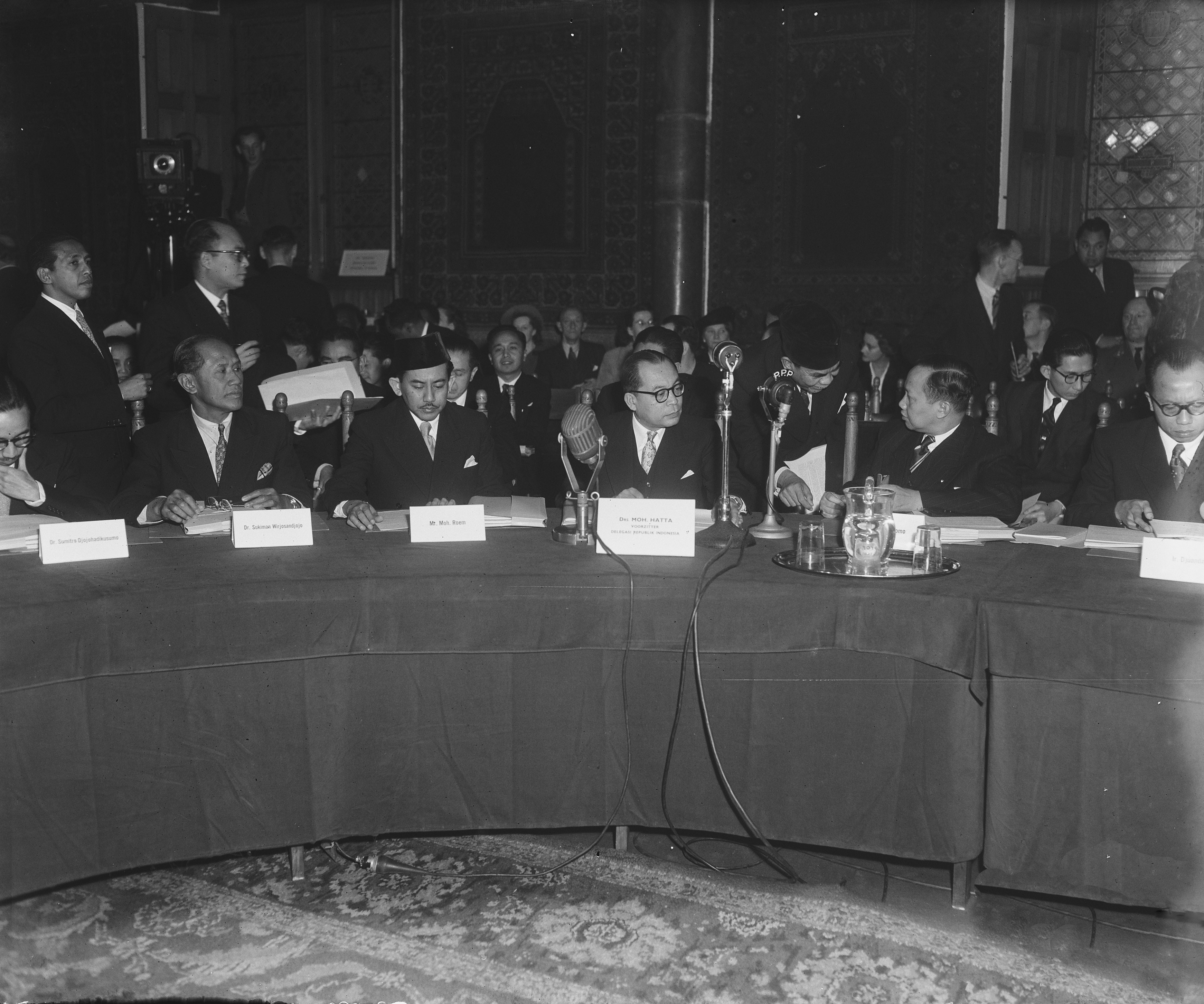
1949年，蘇米特羅（左一）代表印尼出席

1948年，荷軍發動烏鴉行動，大舉進攻共和國控制區，並逮捕了共和國政府的多名領袖。與此同時，印尼駐聯合國觀察員代表團團長蘭伯圖斯·尼科德穆斯·巴拉爾和蘇米特羅等團員則努力令國際社會繼續關注印尼局勢。荷軍的軍事行動令之前受到忽視的印尼代表團成為關注焦點，期間蘇米特羅與美國助理國務卿羅伯特·A·洛維特會面，並在會後舉行記者會，獲得美國傳媒的廣泛報導。其中《紐約時報》全文刊登了蘇米特羅的備忘錄，他在備忘錄中譴責荷蘭的行動，並呼籲美國停止（經馬歇爾計劃）向荷蘭提供援助。之後，蘇米特羅還一度擔任印尼駐美大使館的館長。
1949年荷蘭與印尼在海牙就主權移交問題進行最後談判期間，蘇米特羅是共和國代表團經濟及財務小組的主席。談判期間，荷蘭估計印尼將需要承擔由荷屬東印度政府留下，總值超過61億荷蘭盾的債務，但蘇米特羅不同意，他指出其中一大部分債務（約20億盾）是荷蘭動用印尼資金，鎮壓印尼獨立運動的軍費支出，不應該由印尼償還，又估計荷蘭應該向印尼償還約5億盾的債務。在最後簽訂的《圓桌會議協定》中，荷蘭決定豁免印尼的軍費開支，但印尼仍需要向荷蘭繳付43億盾（當時相當於11億3000萬美元）的債務，直至1964年7月為止。蘇米特羅要求減免印尼的債務，又反對延後討論西伊里安問題，卻被哈達否決。

## 部長生涯

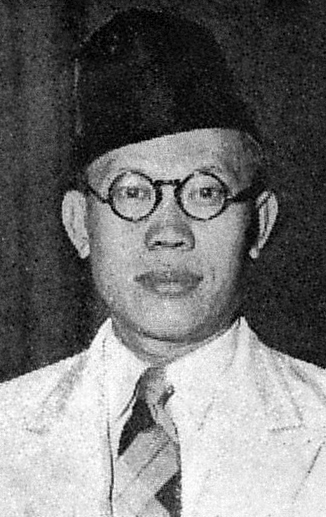
財政部長沙弗魯丁·普拉維拉內加拉（攝於1954年）

### 出掌工貿部及印大經濟學院
1951年，蘇米特羅以印尼社會黨黨員的身份加入新成立納席爾內閣，出任工業和貿易部長，接替哈利姆内阁的丹迪約諾·馬努，新內閣於1950年9月6日宣誓就職。和財政部長沙弗魯丁·普拉維拉內加拉主張側重農業的觀點相反，蘇米特羅認為要在印尼這個農業社會發展經濟，就有必要推動工業化，因此他着手制定「經濟緊急計劃」，目標是在數年內修復於日佔時期和獨立戰爭期間受破壞的工業設施。該計劃又稱「蘇米特羅計劃」，於1951年4月（蘇米特羅卸任後）發表，內容是使用公帑在爪哇和蘇門答臘發展工業設施。納席爾內閣倒台後，繼任的蘇基曼內閣和韋洛坡內閣仍然繼續執行該計劃，但都未能在兩年內達到目標，因此需要把計劃的執行年期延長到3年。
1950年代初期，蘇米特羅曾出訪荷蘭等歐洲國家，為印尼建設製造設施的計劃爭取投資。雖然他傾向利用自由競爭來結束外資壟斷印尼進口貿易的局面，但在擔任工貿部長期間，他推行了堡垒计划，給予土著進口若干商品的特權和貸款優惠，以削弱華裔商人的實力。1951年4月27日納席爾內閣倒台後，繼任總理的蘇基曼·維爾約桑佐約沒有給蘇米特羅安排內閣職務，而是委任苏约诺·哈迪诺托為貿易部長。同年年中，蘇米特羅邀請前納粹德國財政部長亞爾馬·沙赫特到印尼研究經濟形勢和財政狀況，並提出建議。之後沙赫特發表報告，認為印尼應該無視當時印尼民眾的想法，大量引入外國投資，以及採納外國的意見；蘇米特羅沒有接納他的看法。當年7月，蘇米特羅又參加了一個官方委員會，協助印尼政府把荷蘭殖民時期的發鈔銀行爪哇銀行國有化。他還在1955年和哈達一起創立印度尼西亞經濟學家協會（Ikatan Sarjana Ekonomi Indonesia, ISEI），擔任協會主席，並見證該學術組織的快速成長。
離開政府不久後，蘇米特羅接替辭職的蘇納里約·科洛帕京，擔任印度尼西亞大學（印大）經濟學院第二任院長，任期至1957年結束。擔任院長期間，他從荷蘭聘請了學者到印尼授課，彌補本地師資不足的問題，並成立經濟及社會研究所（Lembaga Penyelidikan Ekonomi dan Masyarakat），後來蘇米特羅重返內閣期間，該機構曾協助他研究經濟政策。此外，他還促使印大經濟學院和加州大學柏克萊分校經濟學院結為合作伙伴。有鑑於當時印尼的經濟學家所接受的教育主要是歐洲式的經濟學訓練，為了擴闊他們的眼界，蘇米特羅在美國福特基金會的資助下，開展了師生交換計劃，把美國教授派到印尼教授經濟學，同時送印尼學生到美國深造數年。
蘇米特羅和沙弗魯丁都是當時印尼最有名的經濟官員，儘管兩人來自不同政黨，對印尼經濟建設的看法也不盡相同。因此兩人於1952年在報刊就印尼的經濟議題展開論戰——蘇米特羅認為獨立前東印度群島是一個農業社會，人民的生活質素很差，所以沙弗魯丁側重農業是錯誤的，又對沙弗魯丁擔任財長期間累積資本儲備，不推行擴張性財政政策（即通過增加政府開支、減稅等措施刺激社會總需求）的做法不予贊同。另一方面，兩人都批評了當時的蘇基曼內閣，又同意挽留外國投資者和留住外國資本，和當時一些民族主義領袖的看法不一樣。此外，蘇米特羅也支持藉國內移民計劃把爪哇島的居民遷移到人口稀疏的外島，但認為外島需要建設工業，創造就業機會，帶動外島的發展。

### 財政部長

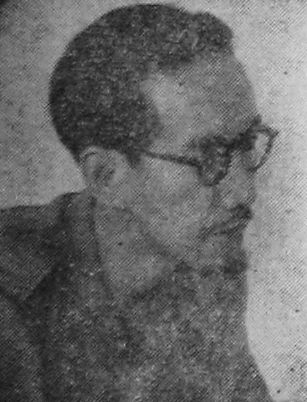
蘇米特羅（攝於約1952年）

1952年4月3日，韋洛坡內閣宣誓就職，蘇米特羅則接替优素福·维比索诺，擔任財政部長。履新時他發現財政部還有許多在殖民時期入職的荷蘭裔官員，他們大都是熟練的政務官，但不懂經濟學。他在第一次擔任財長期間完成了爪哇銀行的國有化程序，並將之改組為印度尼西亞銀行；草擬相關法規時，他加入了一項條款，規定銀行所有董事都必須是印尼公民。他還擴大了堡壘計劃的規模，把限制進口商品種類佔所有進口商品種類的比例從原來的10%增加到超過50%。他認為計劃難以順利執行，甚至說過計劃扶持的商人當中，可能大部分都是「寄生蟲」。
1953年韋洛坡內閣垮台後，五次組閣嘗試都因為政治紛爭而失敗。布尔汉丁·哈拉哈普負責籌組內閣時，曾提名蘇米特羅續任財政部長，但被印度尼西亞民族黨否決，結果第一届阿里·沙斯特罗阿米佐约内阁於1953年7月30日成立，蘇米特羅的職務則由王永利接任。下野後蘇米特羅批評阿里內閣的政策，宣稱他們間接支持外國資本（特別是荷蘭資本）撤出印尼。1955年布尔汉丁·哈拉哈普内阁成立後，蘇米特羅接替王永利，回任財政部長，並成為內閣中少數受過高等教育，擁有政治經驗的閣員。由於當時印尼通脹高企，內閣決定先提高國內總產量，穩定經濟，旨在鼓勵土著參與經濟活動的堡壘計劃則被廢除。蘇米特羅還實行了緊縮政策，大幅減少財政赤字，壓抑通脹。
社會黨在1955年立法選舉中表現欠佳，之後蘇米特羅嘗試罷黜黨魁夏赫里爾，但不成功。事後有社會黨黨員認為蘇米特羅擁有組織管理能力，比重視意識形態的夏赫里爾更適合當黨魁。1955年底，蘇米特羅、衛生部長約翰內斯·萊梅納和外交部長伊德·阿納克·阿貢·格德·阿貢前往瑞士日內瓦，代表印尼與荷蘭討論西伊里安問題。雖然美國、英國和印度對荷蘭代表施壓，令談判有所進展，不過印尼政府於1956年1月迫於國內政治壓力，要求三名部長回國解釋自己的行動。他們對此感到非常失望，還考慮過辭去內閣職務；後來談判於2月破裂。1956年初，哈拉哈普內閣確定解散；在內閣解散前一、兩個月，蘇米特羅以財長身份，向一些和政治人物有聯繫的企業提供政府信貸支援。此舉被反對黨視為政治酬庸，令他們更有決心要求內閣早日下台。其後阿里·沙斯特罗阿米佐约組織第二次內閣，任命维比索诺為財政部長，並刻意排除了蘇米特羅，以及哈拉哈普内阁的其他閣員，新內閣於1955年3月24日就職。
在自由民主時期，蘇米特羅是少數來自社會黨的部長之一，又獲評為當時最有權勢的社會黨黨員。他在1952年一份文件中表明，他的政策目標是刺激居民消費及投資，以及達致國際收支平衡，又指出印尼政府的行政能力低下，所以應該避免直接干預經濟。他也支持印尼引入外資，並曾在首次擔任財長時發表的就職演說中提到趕走外國投資者和「自挖墳墓」無異。他還向少數幾家願意到印尼投資的外國企業（主要是石油公司）提供財政獎勵，鼓勵他們開發印尼的人力資本。

## 革命政府叛亂

### 參加雄牛師委員會
1957年朱安達·卡塔維查亞接任總理，當時蘇卡諾已經公開表明自己厭惡蘇米特羅，以及其他受過西方教育的經濟學家。以迪帕·努桑塔拉·艾地為首的印度尼西亞共產黨（印尼共）也支持這個看法，其中艾地直接攻擊蘇米特羅「站在帝國主義和封建主義那一邊」，又認為對方借助外國投資發展經濟的方針不適合印尼這個農村社會。艾地又反駁蘇米特羅的看法，認為造成貧窮的原因不是低投資、低儲蓄，而是帝國主義者、地主和外國企業的尋租行為。印尼共還指責蘇米特羅，說他提倡開放外國投資和接受發展援助。在此之前，印尼共與社會黨、馬斯友美黨（馬黨）的關係就已非常惡劣，因為1948年印尼共發動茉莉芬事件，企圖推翻政府未遂後，社會黨和馬黨都支持掃蕩印尼共黨員。1957年5月初，憲兵兩度以蘇米特羅於1955年立法選舉中為社會黨籌款期間侵吞公款，以及和一名賄賂罪成入獄的商人來往為由，傳召他接受問話。到5月8日憲兵第三次傳召他問話時，蘇米特羅並沒有現身，而是先到朋友在雅加達丹拿望的寓所暫避，然後在夏赫里爾的協助下逃到蘇門答臘，躲避憲兵的追捕。他於5月13日抵達中蘇門答臘，並在西蘇門答臘獲得雄牛師委員會（Dewan Banteng）的收留——該委員會於1956年底由前「雄牛師」的司令官和軍官成立，他們都曾駐守西蘇門答臘，而且不滿蘇卡諾治下權力日益集中的現象。委員會甫成立就提出了容許中蘇門答臘省自治的訴求，而地方領導官員也在1956年12月哈達辭任副總統後，開始大力支持他們的運動。
蘇米特羅逃亡後，夏赫里爾和社會黨領導層曾多次派人探望他，勸他不要參加雄牛師委員會計劃中的叛亂，但均告失敗，後來蘇米特羅甚至故意避開這些勸說者。在雅加達中央政府和異見人士之間的矛盾日益加劇之際，蘇米特羅和雄牛師委員會的領袖都拒絕以哈達重返政府，換取他們放棄鬥爭，而沙弗魯丁、哈拉哈普和穆罕默德·納席爾等馬黨領袖也因為受到迫害而逃往西蘇門答臘，投奔蘇米特羅和雄牛師委員會。在此期間，蘇米特羅也經常出國，和外國政府人員、記者聯繫，他還在新加坡重新聯繫上了他在雅加達認識的一名中央情報局特務。同年9月，蘇米特羅和異見軍官在會面後提出了多項要求，包括地方分權、撤換國民軍司令阿卜杜爾·哈里斯·納蘇蒂安，讓哈達重返政府，以及禁止「國際共產主義運動」。
蘇米特羅在1957年10月之前就已開始和英、美情報人員通訊——當中部分人以新加坡為活動基地——其中他和美國特務的來往有可能加強了異見軍官發動起事的決心。他又向美國人傳達了9月初他在巴東和不滿政府的校官、政客會面的成果，把雄牛師委員會形容為「反共戰線」，又表示自己有意把蘇門答臘的農產品賣給英國人，為反政府運動籌集資金。雖然美國外交官向印尼官員保證美國不希望「干涉印尼內政」，但由於憂慮蘇卡諾改採「指導式民主」，又擔心印尼共對政府的影響越來越大，所以美國人普遍都支持叛軍。
在離開雅加達之前，蘇米特羅就已經應一名米南加保族商人的建議，開始在巴東籌建一所新的經濟學院（即安達拉斯大學經濟學院的前身），並於1957年9月該學院開幕時，擔任學院院長兼開幕講座講者。之後他曾短暫在該校授課，直至革命政府叛亂爆發為止。

### 叛變及流亡生涯

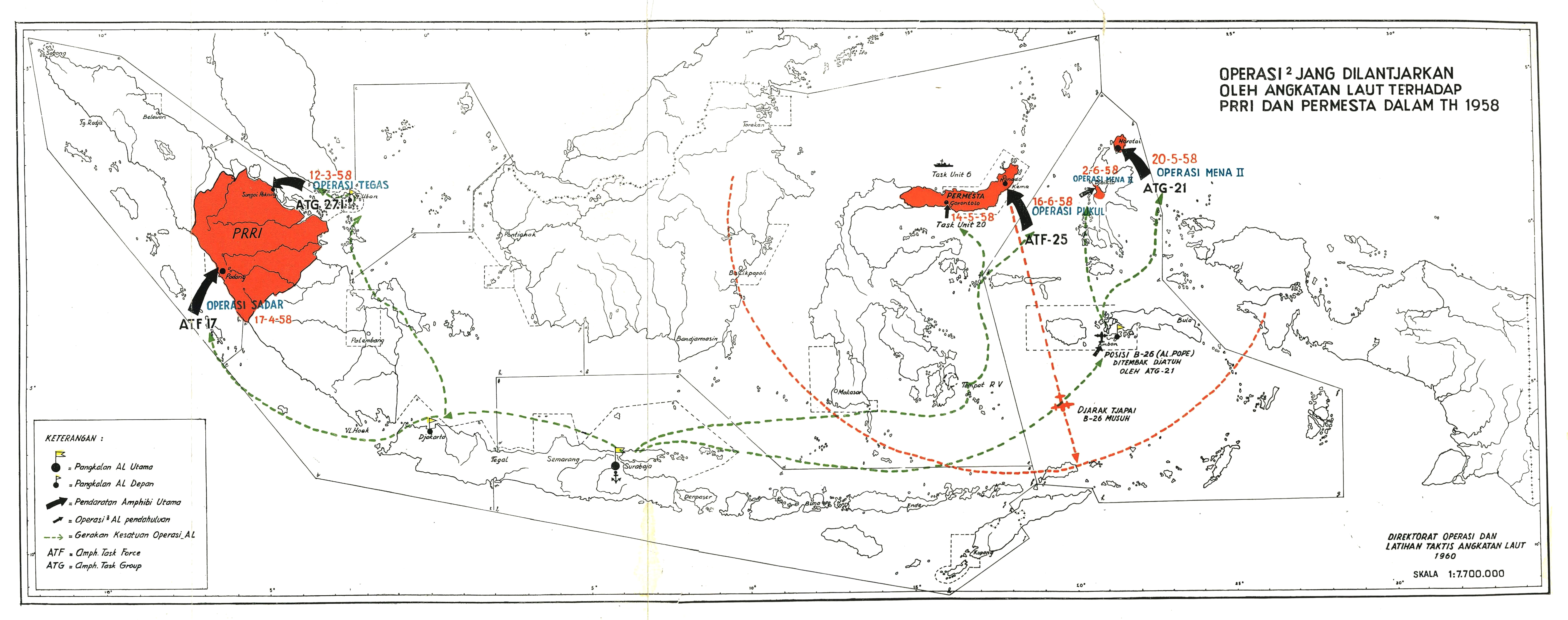
1958年印尼海軍（黑色箭頭）進攻全面鬥爭約章和革命政府根據地（橙色）的示意圖

蘇米特羅在1957年年底就已經呼籲美國、英國、英屬馬來亞、菲律賓、泰國的政府官員，以及英國、荷蘭和海外華資企業資助叛軍，並籌措了一筆款項，加上外國援助和走私大宗商品的收益，叛軍已經有能力購買武器和裝備。另外，美國還秘密為數千名戰士提供了足夠的武器。1958年1月，三佛齊第二軍區司令巴里安邀請蘇米特羅等反政府人士到雙溪達勒（Sungai Dareh）開會，希望他們能跟政府妥協，但蘇米特羅和雄牛師委員會的軍官都打算公然起兵，對抗中央政府，而巴里安即使邀請馬黨領袖加入會議，中和好戰軍官的聲音，減輕他們帶來的壓力，到最後仍然拒絕直接對抗中央政府，結果各與會者都未能取得一致意見。
會議以僵局收場後不久，蘇米特羅就啟程前往歐洲，希望能籌得更多款項，以及藉傳媒訪問，把反政府運動的訴求傳出去。同月月底，印尼政府向英國殖民當局提出請求，要求對方把身在新加坡的蘇米特羅引渡回國，而蘇米特羅則繼續流亡在外，發表的言論也越來越激進，例如他於2月2日在日內瓦威脅說印尼有可能爆發內戰，之後又說如果這樣的話，蘇卡諾政府「可能會在十天內倒台。」另一邊廂，坊間流傳蘇米特羅家財萬貫，為此雅加達的親政府傳媒還給他取外號，將社會黨的口號「民主」（kerakjatan）改為「民主百萬富翁」（miljioener kerakjatan），把他挖苦一番。
1958年2月15日，叛軍在武吉丁宜宣布成立印度尼西亞共和國革命政府，由沙弗魯丁擔任總理，由蘇米特羅擔任貿易兼通訊部長；蘇米特羅也被視為叛亂領袖之一。翌日蘇卡諾下令逮捕革命政府的部長，包括蘇米特羅。之後革命政府在與政府的戰爭中節節敗退，並於1958年中失守蘇門答臘島所有主要城市，包括武吉丁宜，陷入孤立無援的境地，於是沙弗魯丁授權另一支反抗勢力全面鬥爭約章成立一個能有效運作的內閣——該運動以萬鴉老為據點，和革命政府幾乎沒有關係——而蘇米特羅則擔任該內閣的代理外交部長。1960年革命政府領袖在蘇門答臘宣布聯合數個叛亂組織，成立「印度尼西亞聯邦共和國」，但蘇米特羅反對此舉，因為他主張印尼應該維持單一制，並拒絕與伊斯蘭之家運動合作，因此他逐漸疏遠蘇門答臘的叛亂運動，轉而為全面鬥爭約章運動走私軍火。革命政府-全面鬥爭約章運動以失敗告終後，蘇米特羅繼續留在國外，並於1961年秘密成立印度尼西亞革新運動（Gerakan Pembaruan Indonesia, GPI），和運動成員一起公開批評蘇卡諾，這和蘇查莫科等海外異見人士在部分情況下仍然和政府合作的做法並不相同。
流亡期間，蘇米特羅曾在新加坡擔任商業顧問，也曾在馬來西亞和曼谷居住，以及造訪歐洲國家，例如到瑞士探望病重的夏赫里爾。為了維持生計，他還撰寫了幾部著作，介紹新加坡和馬來西亞的經濟史。在蘇卡諾和馬來西亞對抗期間，蘇米特羅一方面與反共軍官和學運人士保持來往，另一方面又支持重建於1960年被蘇卡諾取締的社會黨。然而，他參加叛亂的經驗使許多黨友認為他不負責任，葬送了社會黨，也使得他的學生學成歸國後，無法擔任政府職位。蘇卡諾原打算赦免蘇米特羅，但因為對方拒絕接受蘇卡諾的領導地位而不了了之。

## 新秩序時期

### 貿易部長

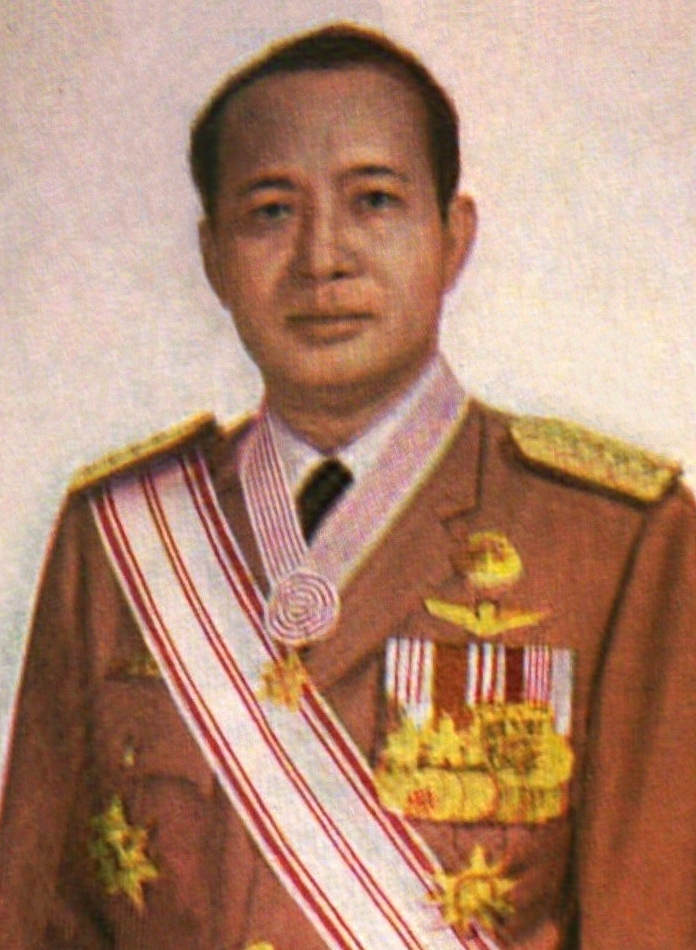
蘇哈托總統（攝於1971年）

1966年蘇卡諾下台，蘇哈托就任總統後，隨即起用蘇米特羅的舊學生，如维佐约·尼蒂萨斯特罗、穆罕默德·薩德利、埃米尔·萨利姆和蘇布羅托，任命他們擔任顧問和部長，又委託個人幕僚阿里·穆爾多波遊說蘇米特羅回國，蘇米特羅則於1967年3月在曼谷和阿里會面，並直接同意他的請求。據蘇米特羅所述，政府遊說他回國，一方面是倚重他的經濟學專長，另一方面是為了結束印馬對抗，令印尼和馬來西亞的關係重回正軌。1967年中阿里安排蘇米特羅回國後，就把他藏了三個月，以免蘇卡諾的親信傷害他。之後，蘇哈托於1968年6月6日委任蘇米特羅加入第一屆發展內閣，接替穆罕默德·优素福，擔任貿易部長。
重返內閣後不久，蘇米特羅就指出蘇卡諾政府管理經濟不善，所造成的破壞「大概需要一代人的時間」來修補。他採用了凱恩斯主義經濟政策來促進某些行業的發展：
一、以保障本國工業為由，限制部分商品的進口，並利用雙軌匯率制指定刺激出口和壓抑進口的商品。二、設立專門機構，分別為咖啡和椰子核制定品質標準和營銷方針，同時推行禁止出口劣質橡膠，鼓勵企業出資興建橡膠加工廠等措施，推動橡膠業轉型。三、提倡少進口消費品，多進口資本品，同時提出調高關稅，以增加政府收入。一方面，他在推行貿易政策之前，需要徵詢經濟、財政與工業事務國務部長哈孟庫布沃諾九世和其他部長的意見，不能全權決定經濟方針，另一方面，這屆內閣首次引進了一群統稱為「伯克利黑帮」，受過西方教育的年輕經濟學家，而蘇米特羅是他們的老師。當時的財長阿里·瓦達納也是「柏克萊黑幫」的成員。擔任部長期間，蘇米特羅還兼任蘇哈托政府經濟顧問團的成員。

### 研究部長

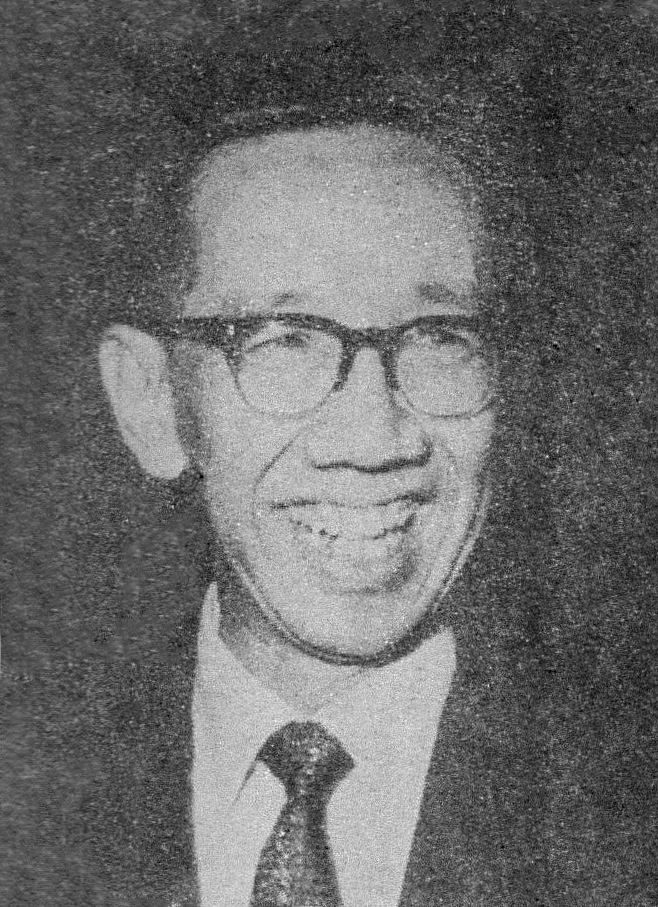
研究部長蘇米特羅（攝於1973年）

1973年3月28日，蘇哈托組建第二屆發展內閣，蘇米特羅調任研究事務國務部長，成為自蘇卡諾時期蘇哈迪·雷克索瓦多約去職以來，第一個主管研究事務的內閣官員，拉迪乌斯·普拉维罗則接任貿易部長。蘇哈托之所以把蘇米特羅調到較不重要的內閣職務，原因之一是他們的經濟觀點並不一致。1973年底，蘇米特羅開始和大學生討論印尼的經濟政策，他在印大和大學生們談得頗為順利，但萬隆理工學院的學生卻不太能接受他的措施，使得他在討論會期間中途離席。大學生批評政府經濟發展方針的聲音曾因為1974年的馬拉里事件而受到打壓，數年後卻又再度浮現，因此蘇米特羅等部長於1977年8月前往印尼各所大學，向大學生解釋政府政策，大學生卻向他們抗議政府貪污、軍隊干政的問題，結果蘇米特羅等部長於8月中承認失敗，又警告學生，政府會「嚴厲」鎮壓任何由學生發起的政治運動。
執掌研究部期間，蘇米特羅還注意到蘇哈托政府的五年建設計劃沒有考慮到長遠趨勢和遠景，於是成立了一項全國研究計劃，委託印尼數家經濟學院和研究院深入研究印尼的長遠增長趨勢，協助政府制定經濟政策。雖然後來的五年計劃參考了該計劃提出的意見，但1978年3月29日內閣解散後，蘇米特羅離開了內閣，繼任研究部長的優素福·哈比比則沒有延續計劃。不久後蘇米特羅和審計委員會主席乌马尔·威拉哈迪库苏马公布了一項估計，表示每年因為貪污和浪費而損失的政府經費佔國家預算的三分之一。

### 私人部門
除了擔任政府部長，蘇米特羅亦活躍於商界，並利用在印尼政界和歐美國家的人脈來擴展業務。1967年7月，他在印尼的諮詢顧問業剛起步時，和作家兼記者穆赫塔爾·盧比斯共同創立商業顧問公司Indoconsult。1984年，他成為學術組織東亞經濟學會的創會會員，並擔任該會首任主席。蘇米特羅自1950年代起與謝建隆家族建立生意往來，到1968年又協助謝建隆創立的阿斯特拉國際取得豐田汽車在印尼的獨家代理權，使該公司成長為大型企業。1992年，阿斯特拉負債累累，面臨被多家企業組成的財團收購，這時謝氏委任蘇米特羅擔任公司董事長，期望他阻止收購，但後來謝氏未徵詢蘇米特羅，便將名下所有股份出售轉讓，最終蘇米特羅於1992年12月辭職，阿斯特拉國際則於1993年1月易手 。
1978年離開政府後，蘇米特羅重返印大任教。起初，由於其舊學生仍然擔任主管經濟事務的官員，所以他對政府施政仍具有相當的影響力，例如印尼政府在1980年代初根據他的提議，削弱國有企業在經濟中的地位，同時鼓勵私營經濟的發展。不過，之後他開始憂慮蘇哈托統治下印尼的經濟問題——雖然工業化進展迅速，但「特殊利益集團」控制了許多行業，政府實行的保護主義政策也過猶不及。蘇米特羅曾實行凱恩斯主義政策，後來卻改變立場，認為政府對經濟的管控過於嚴苛，需要放寬，並指出印尼工業表面上看似有生產力，實際上卻脆弱不堪。1990年代後，蘇米特羅不再主動影響政府的經濟政策，不過仍關注印尼的經濟問題，以及尋租成風的現象，並公開嘲諷蘇哈托幼子湯米·蘇哈托於1996年推出的「國產汽車」品牌蒂莫爾，認為這是對工業政策的嘲弄。1997年亞洲金融風暴襲擊印尼後，蘇米特羅認為印尼深受重創，原因是經濟和司法體系漏洞百出，出現了貪污腐敗、官商勾結等現象，又指出當局必須立即實行果斷的措施，解決上述問題。晚年的蘇米特羅還在1998年初表態支持萨利姆競選副總統，但不成功。

## 觀點
蘇米特羅表示，他在荷蘭求學期間深受經濟學家约瑟夫·熊彼特、法蘭克·奈特、歐根·博姆-巴維克和欧文·费雪的影響，另外他還受到費邊社思想的啟發。他同意印尼在荷蘭殖民時期形成了二元經濟結構，分為生計經濟和工商經濟兩個部門，並贊同威廉·阿瑟·劉易斯的理論，認為工業建設可以吸收生計經濟部門的過剩勞動力，提升社會整體的生產力。因此他在著作中支持引入外資，但外資企業須容許本地資本參股、聘用本地員工、培訓本地人才、並將部分利潤再投資於印尼。他反對貿易配額和貿易限制措施，卻承認印尼政府無法實行自由放任的經濟政策。他在1950年代初的許多措施都是為了消除荷蘭人對印尼經濟的影響，和沙弗魯丁爭論則是因為他認為對方的做法只是在延續荷蘭殖民者的經濟路線。
蘇米特羅偏好專家統治和工業化，所以他在冷戰期間傾向西方集團，同時反對共產主義。參加社會黨期間，他也不同意黨內理論家所主張的社會民主主義觀點。在蘇卡諾執政初期，他認為在印尼等發展中國家，利用稅收來重新分配收入並不可行，更可行的做法是扶持工會和合作社運動，改善收入條件；他也贊成借助合作社運動來發展印尼的農業經濟。在財政政策方面，蘇米特羅支持制定平衡預算，以確立政府的財政紀律，但反對削減公共建設支出。

## 個人生活

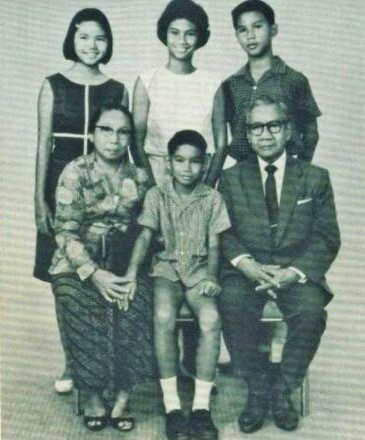
蘇米特羅的父母和4名子女（攝於1963年）

蘇米特羅的胞弟蘇比延多（Subianto）和蘇班迪約（Subandio）曾活躍參與印尼的青年運動，但在1946年的倫孔事件中遇害。蘇米特羅的妻子多拉·瑪麗·西格爾（Dora Marie Sigar）是萬鴉老人，兩人在荷蘭認識，於1947年1月7日成婚，婚後兩人育有兩子兩女，當中三子普拉博沃·蘇比延多於2024年當選印尼總統，幼子為商人哈希姆·佐約哈迪庫蘇莫。普拉博沃和一名女兒跟隨蘇米特羅，信奉伊斯蘭教，哈希姆則與另一名女兒跟隨母親，信奉基督教。革命政府起事失敗後，蘇米特羅曾帶着妻兒四處流亡。
佐約哈迪庫蘇莫家族四代從政，又稱為政治世家。繼馬戈諾、蘇米特羅和普拉博沃之後，家族第四代，哈希姆的子女拉哈尤·薩拉斯瓦蒂、阿里約·佐約哈迪庫蘇莫亦於2014年首次參與立法選舉，並當選國會議員。普拉博沃也是蘇哈托四女蒂蒂·蘇哈托的前夫，兩人的婚姻維持了15年。1998年5月普拉博沃因涉嫌在1997年至1998年期間綁架民運人士而被解除軍職，之後蘇米特羅撰文為普拉博沃辯護，又認為怪罪普拉博沃的人不是哈比比，就是普拉博沃的上司維蘭托。蘇米特羅的妹妹蘇卡蒂妮（Sukartini Djojohadikusumo）則於2019年成為人瑞。
蘇米特羅熱愛打網球，吸煙量也很大。他在1942年至1994年期間合共撰寫了130部著作，並於2000年出版自傳。蘇米特羅患上心臟病和動脈粥樣硬化一段時間後，於2001年3月9日凌晨在東雅加達拉瓦芒溫達瑪·努格拉哈醫院因心臟衰竭病逝，遺體安葬於卡勒特比瓦克公墓。

## 評價及影響
蘇米特羅於1986年接受訪問，談及自己在政壇起起伏伏時，表示自己「從未在政治鬥爭中取勝，但⋯⋯懂得如何克服挫折。」蘇哈托上台後，蘇米特羅因為疏遠從前的社會黨黨友，以及准許普拉博沃迎娶蒂蒂·蘇哈托而被批評為趨炎附勢，然而他在1999年接受《時代雜誌》訪問時否認這個指控，並表示比較希望別人說他「務實」。在同一次訪問中，他承認自己接觸過中情局特務，但反駁美國歷史學家喬治·麥克特南·卡欣將他稱為「中情局資產」的說法。印尼學者維迪·R·哈迪茲指出，蘇米特羅的經濟思想不能用「自由」來形容，不過他強烈反對蘇卡諾的反資本主義立場，又認為蘇米特羅參加革命政府起事是「為資本主義而戰。」 
許多學者都認為蘇米特羅在蘇卡諾、蘇哈托時期是極具影響力，甚至最有影響力的經濟學家，《雅加達郵報》則在報導其死訊時，稱他為「現代印尼經濟學之父」，並指出他的許多著作都已列入印尼大專院校的經濟學教材。普拉博沃創立的大印尼運動黨也在競選期間強調蘇米特羅在獨立初期對國家的貢獻，以及他的經濟理念。另外，印大經濟學院的圖書館大樓、經濟學院旁的一條道路，以及美國—印度尼西亞學會的研究資助計劃「蘇米特羅研究員計劃」都以他的名字命名。

## 註腳

### 備註
1. ↑  工业和贸易部长
2. ↑  夏赫里爾於7月1日獲釋。
3. ↑  蘇米特羅的弟弟蘇比延多在日佔時期曾經是夏赫里爾的追隨者[37]。
4. ↑  他也考慮過和倫敦政治經濟學院合作，但計劃因為英國文化協會拒絕提供獎學金而告吹[54]。
5. ↑  一說蘇米特羅在黨內投票中勝出，但投票結果因為蘇米特羅沒有出席黨大會而作廢[76]。
6. ↑  地方軍官一直都蔑視納蘇蒂安，在他試圖撤換數名軍區司令，集中軍權後更是如此[96]。相反，外界一直把哈達視為印尼政府中的外島（特別是蘇門答臘島）代表，很多人都認為他辭任副總統顯示了蘇卡諾集中權力的趨勢[97]。
7. ↑  1966年，印尼政府推行雙軌匯率制，把原有的多套匯率制度精簡為兩種，即出口獎勵匯率（, BE）和配套外匯匯率（, DP）[129]。配套外匯可用於進口違禁品以外的所有商品，對應匯率較高，出口獎勵外匯則只可用於進口貿易部長指定的個別商品，對應匯率較低。兩套匯率會隨供需上下波動，政府亦可干涉匯價。在此制度下，出口商向印度尼西亞銀行上繳所賺取的外匯收入後，可按照配套外匯匯率，以外幣全數收回基準價（該商品的外匯價格）和實際售價之間的差價，即配套外匯，同時視乎商品種類，按出口獎勵匯率收回剩餘收入中的85%或90%，即出口獎勵外匯[127]。制度實施後，印尼政府通過干預，令兩套匯率逐漸一致，最終於1970年廢除雙軌匯率制，由單一匯率制取而代之[129]。

### 引用
1. ↑  Hadiz & Robison 2004，第62頁.
2. ↑  Kemenkeu 1991，第55頁.
3. 1 2 3 4 5 6  Thee 2001，第173頁.
4. ↑  Katoppo 2000，第2頁.
5. ↑  Katoppo 2000，第3頁.
6. 1 2  Niwandhono 2021，第167頁.
7. ↑  Katoppo 2000，第15頁.
8. ↑  Djojohadikusumo 1986，第29頁.
9. ↑  Poeze, Dijk & van der Meulen 2008，第275頁.
10. ↑  Katoppo 2000，第21頁.
11. ↑  Webster 2011，第262頁.
12. ↑  Niwandhono 2021，第168頁.
13. ↑  Poeze, Dijk & van der Meulen 2008，第317頁.
14. ↑  Anderson 2006，第83–84頁.
15. 1 2  Katoppo 2000，第38頁.
16. 1 2 3 4 5 6  . The Jakarta Post. 2001-03-10  [2021-12-12]. （原始内容存档于2014-05-20）.
17. 1 2 3  Isnaeni, Hendri F. . Historia. 2011-12-14  [2023-01-07]. （原始内容存档于2023-01-07） （印度尼西亚语）.
18. ↑  . LexisNexis. 2008: 323  [2024-07-08]. ISBN 978-0-88692-723-3. （原始内容存档于2023-06-20） （英语）.
19. ↑  Foray 2021，第128頁.
20. ↑  Fakih 2015，第214頁.
21. ↑  Anderson 2006，第132–135頁.
22. 1 2  Anderson 2006，第382–385頁.
23. ↑  Anderson 2006，第396–401頁.
24. 1 2 3  Kahin 2003，第339頁.
25. ↑  Foray 2021，第138頁.
26. ↑  Gardner 2019，第30–31頁.
27. ↑  Thuỷ 2019，第110頁.
28. ↑  Niwandhono 2021，第170頁.
29. ↑  Gardner 2019，第84頁.
30. ↑  Walz, Jay. . The New York Times. 1948-12-21  [2022-05-11]. （原始内容存档于2023-04-13） （英语）.
31. ↑  Gardner 2019，第98頁.
32. ↑  Kahin 2003，第439–443頁.
33. ↑  Thee 2012，第39頁.
34. ↑  Thee 2003，第8頁.
35. ↑  Thee 2012，第40頁.
36. ↑  Gardner 2019，第91頁.
37. ↑  Mrázek 2018，第288頁.
38. 1 2  Lindblad 2008，第44頁.
39. ↑  Thuỷ 2019，第122頁.
40. ↑  Susunan Kabinet R.I. 1968，第13–15頁.
41. ↑  Thee 2012，第143頁.
42. ↑  Lindblad 2008，第80–81頁.
43. ↑  Thuỷ 2019，第141–144頁.
44. ↑  Thuỷ 2019，第137頁.
45. ↑  Thee 2012，第29頁.
46. ↑  Susunan Kabinet R.I. 1968，第17頁.
47. ↑  Thuỷ 2019，第138頁.
48. ↑  Webster 2011，第263頁.
49. ↑  Lindblad 2008，第108頁.
50. ↑  Hadiz & Dhakidae 2005，第225–227頁.
51. ↑  Thee 2001，第175頁.
52. 1 2  Thee 2001，第174–176頁.
53. ↑  Thuỷ 2019，第124頁.
54. ↑  Niwandhono 2021，第185頁.
55. ↑  Gardner 2019，第193–194頁.
56. ↑  Thee 2003，第20頁.
57. 1 2  Thee 2012，第46頁.
58. ↑  Thee 2012，第51–56頁.
59. ↑  Thee 2012，第62頁.
60. ↑  Thee 2012，第60–61頁.
61. ↑  Susunan Kabinet R.I. 1968，第17–19頁.
62. ↑  Feith 2006，第229頁.
63. ↑  Thee 2012，第8頁.
64. ↑  Lindblad 2008，第111頁.
65. ↑  Lindblad 2008，第129頁.
66. ↑  Thee 2012，第33頁.
67. ↑  Feith 2006，第331–339頁.
68. ↑  Susunan Kabinet R.I. 1968，第20頁.
69. ↑  Lindblad 2008，第179頁.
70. ↑  Susunan Kabinet R.I. 1968，第22頁.
71. ↑  Feith 2006，第419–420頁.
72. ↑  Thuỷ 2019，第126頁.
73. ↑  Thuỷ 2019，第147頁.
74. ↑  Setiono 2008，第758頁.
75. ↑  Feith 2006，第479頁.
76. 1 2  Niwandhono 2021，第118頁.
77. ↑  Niwandhono 2021，第164頁.
78. ↑  Feith 2006，第450–455頁.
79. ↑  Feith 2006，第458頁.
80. ↑  Susunan Kabinet R.I. 1968，第23頁.
81. ↑  Feith 2006，第467頁.
82. ↑  Mrázek 2018，第406頁.
83. ↑  Thee 2015，第206頁.
84. ↑  Lindblad 2008，第171頁.
85. ↑  Lindblad 2008，第172–173頁.
86. ↑  Fakih 2015，第217–220頁.
87. ↑  Fakih 2015，第224頁.
88. ↑  Fakih 2015，第213–214頁.
89. ↑  Isnaeni, Hendri F. . Historia. 2017-11-17  [2021-12-13]. （原始内容存档于2023-04-15） （印度尼西亚语）.
90. 1 2 3  Kahin & Kahin 1997，第70–71頁.
91. 1 2  Mrázek 2018，第450頁.
92. 1 2  Kahin 1999，第196–197頁.
93. ↑  Kahin 1999，第182–183頁.
94. ↑  Gardner 2019，第142頁.
95. ↑  Kahin 1999，第198頁.
96. ↑  Kahin 1999，第186頁.
97. ↑  Kahin 1999，第183頁.
98. 1 2  Kahin & Kahin 1997，第104–106頁.
99. ↑  Kahin & Kahin 1997，第72–73頁.
100. ↑  Kahin & Kahin 1997，第103頁.
101. ↑  Gardner 2019，第149–150頁.
102. ↑   [Brief History of the Economics Faculty]. Andalas University.   [2023-03-09] （印度尼西亚语）.
103. ↑  Kahin & Kahin 1997，第120頁.
104. 1 2  Kahin 1999，第206–207頁.
105. 1 2  Mrázek 2018，第445–446頁.
106. ↑  Kahin 1999，第208–209頁.
107. ↑  Kahin & Kahin 1997，第137頁.
108. ↑  Kahin & Kahin 1997，第140頁.
109. 1 2  Hill 2011，第115頁.
110. ↑  Kahin & Kahin 1997，第145頁.
111. ↑  Kahin & Kahin 1997，第197頁.
112. ↑  Kahin & Kahin 1997，第202頁.
113. ↑  Kahin 1999，第224頁.
114. ↑  Kahin & Kahin 1997，第204頁.
115. ↑  Gardner 2019，第162頁.
116. ↑  Garrett, Banning N.; Barkley, Katherine. . Canfield Press. 1971: 134  [2024-07-11]. ISBN 978-0-06-383867-3. （原始内容存档于2024-07-19） （英语）.
117. ↑  Katoppo 2000，第252頁.
118. ↑  Mrázek 2018，第490頁.
119. ↑  Djojohadikusumo 1986，第32頁.
120. ↑  Niwandhono 2021，第194頁.
121. ↑  Thuỷ 2019，第168頁.
122. ↑  Gardner 2019，第250頁.
123. ↑  Ichimura 2016，第442頁.
124. ↑  . Tempo Publishing. : 36–39  [2024-07-13]. ISBN 978-623-262-992-9. （原始内容存档于2024-07-19） （印度尼西亚语）.
125. ↑  Susunan Kabinet R.I. 1968，第x頁.
126. ↑  McCawley 2020，第4頁.
127. 1 2 3 4  Rice 1969，第183–187頁.
128. 1 2  Contending Perspectives 1997，第78頁.
129. 1 2  Fuady 2012，第127頁.
130. ↑  Rice 1969，第188–192頁.
131. ↑  Rice 1969，第193頁.
132. ↑  Rice 1969，第199–200頁.
133. ↑  Rice 1969，第185頁.
134. ↑  Hill 2011，第118頁.
135. ↑  Kemenkeu 1991，第62頁.
136. ↑  Prastiwi, Devira. . liputan6.com. 2021-04-14  [2023-01-10]. （原始内容存档于2024-07-19） （印度尼西亚语）.
137. 1 2  Thee 2001，第178–179頁.
138. 1 2  . Kementerian Sekretariat Negara.   [2022-12-31]. （原始内容存档于2023-06-06） （印度尼西亚语）.
139. ↑  Hill 2011，第226頁.
140. ↑  Thee 2003，第130頁.
141. ↑  Jenkins 2010，第107–109頁.
142. ↑  Jenkins 2010，第230頁.
143. 1 2  Purdey 2016，第373頁.
144. ↑  Hill 2011，第122頁.
145. ↑  Ichimura 2016，第443頁.
146. 1 2  Fauzan, Herdanang Ahmad. . Bisnis.com. 2020-08-02  [2022-12-03]. （原始内容存档于2024-07-19） （印度尼西亚语）.
147. ↑  Setiono 2008，第1032頁.
148. ↑  Katoppo 2000，第308–316頁.
149. ↑  Contending Perspectives 1997，第79頁.
150. 1 2  Rice 1983，第79頁.
151. 1 2 3  Thee 2001，第179–180頁.
152. ↑  Kemenkeu 1991，第56頁.
153. ↑  Eklöf 1999，第132頁.
154. ↑  Djojohadikusumo 1986，第29–30頁.
155. 1 2  Niwandhono 2021，第165–166頁.
156. ↑  Niwandhono 2021，第173–176頁.
157. ↑  Rice 1983，第68頁.
158. ↑  Djojohadikusumo 1986，第35–36頁.
159. ↑  Niwandhono 2021，第177頁.
160. ↑  Rice 1983，第64頁.
161. ↑  Djojohadikusumo 1986，第38頁.
162. ↑  Purdey 2016，第379頁.
163. ↑  Katoppo 2000，第394–395頁.
164. ↑  Katoppo 2000，第411頁.
165. ↑  Ahsan, Ivan Aulia. . tirto.id. 2018-05-30  [2021-12-15]. （原始内容存档于2024-07-19） （印度尼西亚语）.
166. ↑  . Tempo. 2019-01-28  [2024-03-22]. （原始内容存档于2024-07-19） （印度尼西亚语）.
167. ↑  Mawardi, Isal. . detiknews (Jakarta). 2019-01-17  [2024-07-13] （印度尼西亚语）.
168. ↑  Purdey 2016，第374–375頁.
169. ↑  Ichimura 2016，第440頁.
170. ↑  Matanasi, Petrik. . tirto.id. 2019-02-13  [2022-07-09]. （原始内容存档于2023-10-08） （印度尼西亚语）.
171. ↑  Erwanti, Marlinda Oktavia. . detiknews.   [2023-06-22] （印度尼西亚语）.
172. ↑  Katoppo 2000，第408頁.
173. 1 2  . liputan6.com. 2001-03-09  [2022-05-11]. （原始内容存档于2023-04-13） （印度尼西亚语）.
174. ↑  Suditomo, Kurie. . Tempo. 2003-10-29  [2021-12-15]. （原始内容存档于2024-07-19） （印度尼西亚语）.
175. ↑  Purdey 2016，第382頁.
176. ↑  . Tempo. 1999-03-29  [2022-08-20]. （原始内容存档于2024-07-19） （印度尼西亚语）.
177. ↑  Hadiz & Dhakidae 2005，第41頁.
178. ↑  Gardner 2019，p. 162: "Sumitro Djojohadikusumo, Indonesia's premier economist".
179. ↑  Thee 2012，p. 43: "The four most influential economic policymakers in the period of 1950–57 were undoubtedly Sumitro, Sjafruddin, Hatta, and Djuanda.".
180. ↑  Rice 1969，p. 183: "Dr. Sumitro Djojohadikusumo, probably Indonesia's most prominent economist.".
181. ↑  Contending Perspectives 1997，p. 189: "Sumitro Djojohadikusumo, the undisputed high-priest of Indonesian economic development thinking".
182. ↑  McCawley 2020，p. 70: "the doyen of Indonesian policymakers and one of the nation's most well-known economists, Professor Sumitro Djojohadikusumo".
183. ↑  Purdey 2016，第377–378頁.
184. ↑  Ramuna. . VIVA. 2009-06-10  [2023-01-07]. （原始内容存档于2024-07-19） （印度尼西亚语）.
185. ↑  Syukro, Ridho. . Berita Satu. 2013-10-10  [2023-01-08].
186. ↑  . United States – Indonesia Society.   [2023-01-10]. （原始内容存档于2024-07-19）.